# Ivan Vasič
Ivan Vasič, slovenski pravnik in publicist, * 2. november 1882, Trebnje, † 19. oktober 1967, Novo mesto.

## Življenje in delo
Rodil se je trebanjskemu okrajnemu zdravniku, njegova mlajša sestra Minka Vasič se je poročila s Franom Govekarjem. Po osnovni šoli se je leta 1892 vpisal na novomeško gimnazijo, kjer je leta 1900 maturiral. V dijaških letih je bil član Kettejeve literarne Zadruge in se predstavil z novelo Osveta tašče in prevodom Slepčevolja, med letoma 1897 in 1900 je deloval v Pugljevi dijaški literarni Zadrugi. Leta 1900 je odšel na Dunaj študirat pravo in leta 1905 doktoriral. V študentskih letih je prijateljeval z Ivanom Prijateljem. Kot odvetniški pripravnik je do leta 1914 služboval v Novem mestu s prekinitvijo leta 1910, ko je delal pri ljubljanskem deželnem sodišču. 
Med prvo svetovno vojno je bil mobiliziran. Po vojni je v Novem mestu odprl odvetniško pisarno, v kateri je služboval do leta 1941. V času 2. svetovne vojne je deloval v Osvobodilni fronti in denarno ter agitacijsko podpiral partizane. Posledično je bil avgusta 1942 s strani italijanskega okupatorja aretiran in interniran na otok Rab. Po italijanski kapitulaciji se je vrnil v Novo mesto in se oktobra 1943 udeležil Zbora odposlancev slovenskega naroda v Kočevju. Izvoljen je bil v plenum SNOO (kasneje SNOS). Zaradi protiokupatorskega delovanja je bil decembra 1943 ponovno aretiran, zaprt v Seidlovi kleti in prepeljan v nemško vojno taborišče Mühlberg ob Labi. Marca 1944 je bil zahvaljujoč taboriščnemu zdravniku Potrču zaradi starosti in bolehnosti iz taborišča izpuščen in odpeljan v Beograd. Po vojni je bil do konca leta 1947 zaposlen kot sodnik na Vrhovnem sodišču v Ljubljani, nato je bil višji pravni referent vlade Ljudske Republike Slovenije. Zadnje leto službovanja je bil sodnik novomeškega sodišča. Leta 1948 se je upokojil, vendar je nato še 10 let pogodbeno opravljal delo referenta za promet z nepremičninami pri novomeškem Okrajnem ljudskem odboru OLO.
Njegova hči je bila prevajalka Marjeta Vasič, ki je bila poročena z Dušanom Pirjevcem.

### Javno delovanje
S svojim več kot 40-letnim organizatorskim in publicističnim delovanjem je imel pomembno vlogo pri obstanku in delovanju sokolov. novomeškemu telovadnemu društvu Dolenjski Sokol se je pridružil že v gimnazijskih letih in ostal zvest ter dejaven član vse do konca njegovega delovanja. Leta 1914 je dobil naziv staroste novomeškega Sokola, v obdobju med obema vojnama je bil starosta sokolske župe Novo mesto. Leta 1942 je dosegel, da je odbor sprejel sklep o vstopu vseh članov društva Sokol k partizanom. Leta 1927 je objavil knjižico Spomenica Sokolskega društva v Novem mestu ob proslavi štiridesetletnice: 1887–1927. 
Med vojno je imel funkcijo podpredsednika slovenskega odseka OF v Beogradu (kasnejše Slovensko kulturno-prosvetno društvo Franc Rozman - Stane), po osvoboditvi je bil izvoljen v Glavni odbor Osvobodilne fronte. Po vojni je predaval po Dolenjski in nastopal na manifestacijah v Novem mestu. Bil je dober govornik in poznavalec slovenske zgodovinske, kulturne in znanstvene preteklosti. Za zasluge je dvakrat prejel odlikovanje.
Je avtor več člankov v sokolskih časopisih (Sokolski vestnik, Jugoslovenski Sokol, Sokol), v Slovenskem narodu, Dolenjskih novicah in Dolenjcu. Veliko prispevkov je bilo objavljenih anonimno. V Kroniki je leta 1953 objavil spomine na Ketteja (Dragotin Kette in Novo mesto). Napisal je kratke spomine na dni v ujetništvu (Za zapahi ječe na Cesti talcev, Dolenjska prosveta 1953/54) in prispevek Novomeška sokolska župa in njeni odnosi do OF.